# Марокко на летних Олимпийских играх 2004
Марокко принимала участие в Летних Олимпийских играх 2004 года в Афинах (Греция) в одиннадцатый раз за свою историю, и завоевала одну серебряную и две золотые медали.

## 01!Золото
- Лёгкая атлетика, мужчины, 1500 метров — Хишам Эль-Герруж.
- Лёгкая атлетика, мужчины, 5000 метров — Хишам Эль-Герруж.

## 02!Серебро
- Лёгкая атлетика, женщины, 800 метров — Хасна Бенхасси.

## Лёгкая атлетика
Спортсменов — 2
Мужчины
| Спортсмен         | Дисциплина | Результат | Место |
| ----------------- | ---------- | --------- | ----- |
| Джауад Гариб      | марафон    | 2:15,12   | 11    |
| Рашид Ганмуни     | марафон    | DNF       | -     |
| Халид эль Бумлили | марафон    | DNF       | -     |

Женщины
| Спортсмен      | Дисциплина | Предварительный раунд | Предварительный раунд | Четвертьфиналы | Четвертьфиналы | Полуфиналы | Полуфиналы | Финал     | Финал     |
| Спортсмен      | Дисциплина | Результат             | Место                 | Результат      | Место          | Результат  | Место      | Результат | Место     |
| -------------- | ---------- | --------------------- | --------------------- | -------------- | -------------- | ---------- | ---------- | --------- | --------- |
| Хасна Бенхасси | 1500 м     |                       |                       | 4:05,98        | 5              | 4:07,39    | 13         | 4:12,90   | 12        |
| Кенза Вахби    | 1500 м     | DNS                   |                       | Не прошла      | Не прошла      | Не прошла  | Не прошла  | Не прошла | Не прошла |
| Хафида Изем    | марафон    |                       |                       |                |                |            |            | 2:40,46   | 27        |
| Кенза Вахби    | марафон    | 2:41,36               | 30                    |                |                |            |            |           |           |
| Нежа Бидуане   | 400 м с/б  | 55,69                 | 18                    | Не прошла      | Не прошла      | Не прошла  | Не прошла  | Не прошла | Не прошла |